# Нишка зона у фудбалу
Нишка зона је била једна од тада укупно 8 зонских лига у фудбалу. Зонске лиге су четврти ниво лигашких фудбалских такмичења у Србији. Лига је формирана 1992. године, али је током година играна у три различите државе (СРЈ, СЦГ и Србији). Од сезоне 2010/11. лига је бројала 16 клубова, за разлику од сезоне 2009/10. када је имала 18. Виши степен такмичења била је Српска лига Исток, а нижи Прва Нишка лига, Нишавска, Прва Јабланичка, Пиротска, Пчињска и Топличка окружна лига. Првак је ишао директно у Српску лигу Исток, док је другопласирани на табели играо бараж за попуну Српске лиге са другопласираном екипом Поморавско-Тимочке зоне.
Лига је укинута 2014. године приликом реорганизације такмичења четвртог ранга на територији Фудбласког савеза региона Источне Србије заједно са Поморавско-Тимочком зоном, а уместо њих настале су три нове зоне - Запад, Исток и Југ.

## Победници свих првенстава
| Сезона   | Бр. клуб. | Првак                      | Бодови | Другопласирани               | Бодови |
| 2006/07. | 16        | ФК Балкански, Димитровград | 73     | ФК Алуминијум, Ниш           | 63     |
| 2007/08. | 18        | ФК Топличанин, Прокупље    | 71     | ФК Цар Константин, Ниш       | 65     |
| 2008/09. | 18        | ФК Јединство, Бошњаце      | 74     | ФК Рудар, Алексиначки Рудник | 73     |
| 2009/10. | 18        | ФК Житорађа, Житорађа      | 75     | ФК Вучје, Вучје              | 63     |
| 2010/11. | 16        | ФК Балкански, Димитровград | 61     | ФК Пуковац, Пуковац          | 60     |
| 2011/12. | 16        | ФК Моравац Орион, Мрштане  | 82     | ФК Дубочица, Лесковац        | 70     |
| 2012/13. | 16        | СФК Моравац, Предејане     | 70     | ФК Слога, Лесковац           | 65     |
| 2013/14. | 16        | ФК Радан, Лебане           | 65     | ФК Сврљиг, Сврљиг            | 56     |

## Познатији клубови учесници
Ово су неки од клубова који су од 2006. године прошли кроз лигу:
- Балкански, Димитровград
- БСК Бујановац, Бујановац
- Будућност Прва Кутина, Прва Кутина
- Власина, Власотинце
- Динамо Врање, Врање
- Дубочица, Лесковац
- Житорађа, Житорађа
- Јастребац Пролетер, Ниш
- Јединство Бошњаце, Бошњаце
- Косаница, Куршумлија
- Лужница, Бабушница
- Младост Босилеград, Босилеград
- Морава Владичин Хан, Владичин Хан
- Моравац Мрштане, Мрштане
- Мрамор, Мрамор
- Напредак Алексинац, Алексинац
- ОФК Ниш, Ниш
- Палилулац Ниш, Ниш
- Пролетер Мезграја, Мезграја
- Радан Лебане, Лебане
- Радник Сурдулица, Сурдулица
- Рудар Алексиначки Рудник, Алексиначки Рудник
- Сврљиг, Сврљиг
- Слога Лесковац, Лесковац
- СФК Моравац Предејане, Предејане
- Топличанин, Прокупље
- Цар Константин, Ниш